# Beast Wars
Beast Wars: Transformers, conocida en Hispanoamérica como Guerra de Bestias: Transformers, es una de las primeras series creadas en 3D para TV por la compañía canadiense Mainframe Entertainment, conocida en castellano como "La Guerra de las Bestias" y "Beasties" en países como Canadá, que continuaba con el legado de Transformers. Tiene una secuela llamada Beast Machines.
En España se retransmitió por Telecinco y solo se llegaron a doblar las dos primeras temporadas pero de la tercera no se llegó a doblar nada. En América Latina sí se tradujeron las tres temporadas completas. En México fue retransmitida por Canal 5. En Venezuela sus capítulos fueron retransmitidos a través de RCTV. En República Dominicana fue transmitida por Telesistema. En Perú empezó siendo transmitida por América TV quedando inconclusa para ser luego retransmitida y completada por Canal A. En Argentina, la señal Magic Kids de dibujos infantiles fue la encargada de retransmitir sus dos primeras sagas. En Chile, el canal Mega transmitió la serie. Más tarde, Cartoon Network retransmitió para varios países de Latinoamérica por televisión de pago.

## Argumento
Siglos después del fin de la Guerra Cybertroniana los transformers se dividen entre los Maximals, descendientes de los autobots y actuales habitantes del planeta Cybertron, y los Predacons, descendientes de los Decépticons, quienes se han establecido fuera de su mundo natal tras la derrota de Megatron siglos atrás. Ambas facciones han establecido La Alianza PAX Cibertronia, un tratado que ha permitido una frágil tregua entre los viejos enemigos.
Megatron, un Predacon que se opone a las ideas del Consejo Tripedacus, roba junto con varios de sus predacons el Disco Dorado, un disco con información muy valiosa sobre el pasado y el futuro, poniendo rumbo a la Tierra. Durante su huida, una nave exploradora Maximal comandada por Optimus Primal recibe la orden de detener a Megatron por lo que comienza una persecución espacial en medio de la cual atraviesan una onda transtemporal que los traslada a un punto incierto del tiempo y espacio. Ambas naves sufren daños significativos mientras se enfrentan cerca de la atmósfera de un planeta desconocido y se estrellan en la superficie. Antes de caer, los Maximals intentan poner a salvo a la mayoría de su tripulación, induciéndolos en un pequeño estado de hibernación en cápsulas estasis, para acto seguido soltarlas en el espacio.

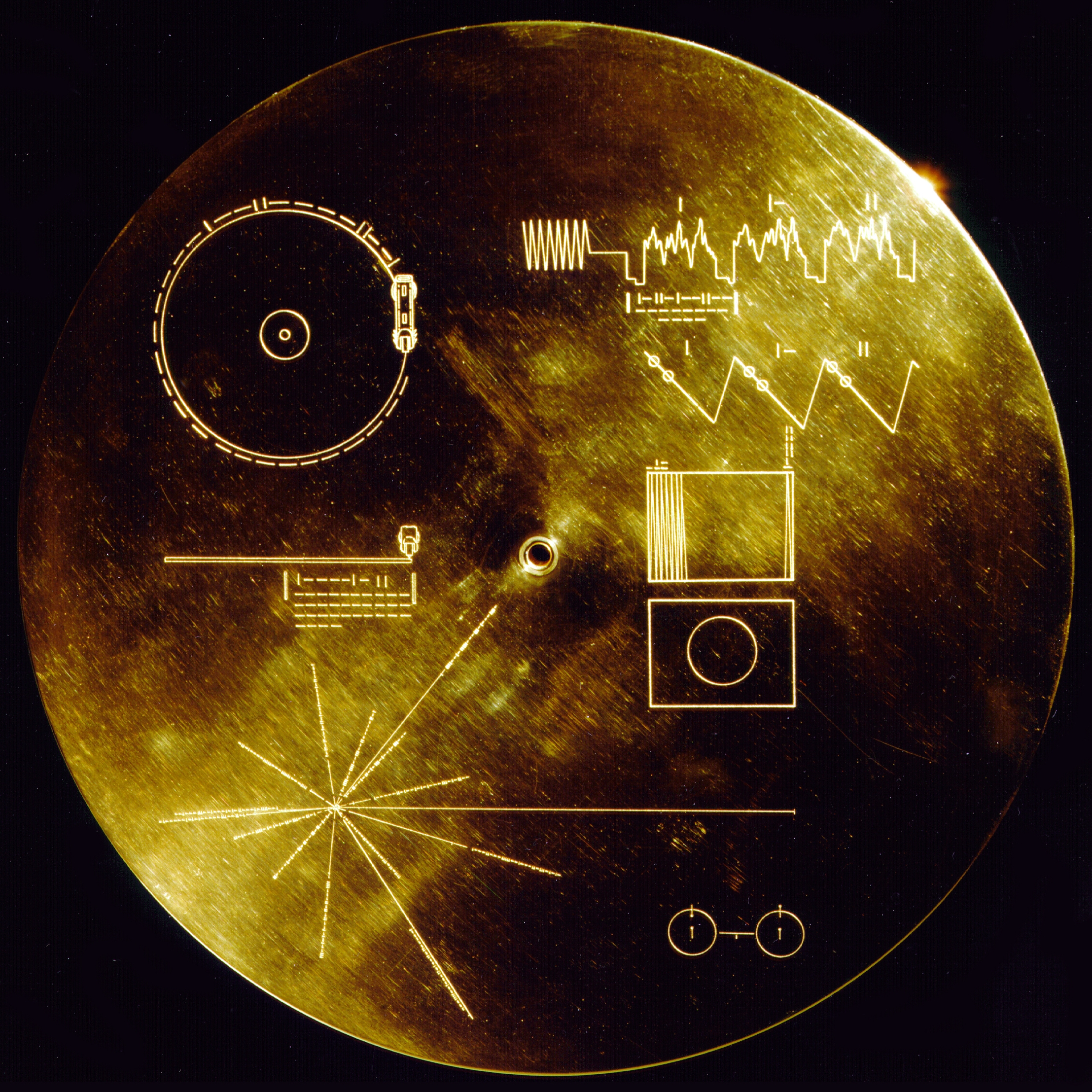
El disco de oro de la sonda Voyager que fue robado por Megatron

Al llegar al planeta y comprobar que han sobrevivido, se encuentran con su primer problema: el planeta es demasiado rico en energón en bruto, un mineral que, si no está refinado, emite radiaciones nocivas para los Transformers, pero que a la vez es su fuente de energía una vez que ha sido trabajado. Para protegerse de estas radiaciones, deberán buscar formas alternativas a la de robot, por lo que escanean a los animales de la zona y adaptan sus formas sin perder su capacidad de transformación.
El segundo problema llega cuando se dan cuenta de que sus naves necesitan serias reparaciones y muchísimo energón para volver a activarse, están atrapados en un planeta desconocido con extrañas construcciones de piedra y dos lunas. A partir de ahí, empezará una guerra por conseguir el energón y evitar que el bando contrario ponga sus manos sobre él. 
Con el tiempo queda en evidencia que este planeta se trata de la Tierra en su época prehistórica, por lo que los Maximals deberán velar que los Predacons no eliminen a los protohumanos y con ello borren de la historia a los humanos, aliados de los Autobots que fueron la clave de su victoria contra los Decepticons, así como a los Autobots, que se encontraban inertes en el Arca, destinados a ser reactivados milenios después, en la Edad Contemporánea, tras estrellarse hace millones de años.

## Personajes
A lo largo de las temporadas, los personajes cambiaban, puesto que algunos morían, otros llegaban y otros cambiaban de bando.
La llegada de los nuevos personajes solía producirse por el aterrizaje de las cápsulas estasis en el planeta. Dentro de ellas, solo había protoformas (robots sin conciencia, solo con "chispa", su alma), de programación Maximal, aunque podían ser reprogramadas en Predacon si estos llegaban antes. Por ello, siempre que se estrellaba una, había un enfrentamiento entre los dos bandos: los Maximals intentarán rescatar a un compañero mientras que los Predacons intentarán conseguir un nuevo miembro para su causa.

### Maximals
Los Maximals son los descendientes de los Autobots, son los chicos buenos de la serie. En Beast Wars, los protagonistas son, en principio, exploradores y científicos, que deberán tomar las armas para luchar contra los Predacons.
Su código de activación de transformación es "Maximize" en inglés, "Maximizar" para el doblaje español latinoamericano y "Metamorfosis" para el doblaje español (España). Para volver al estado animal, es "Modo Bestia" o "Forma animal".

#### Optimus Primal/Optimus Primitivo
Optimus es el líder indiscutible del escuadrón Maximal. De carácter firme y afable, es un líder por excelencia, se gana el respeto del escuadrón y en momentos críticos sabe mantener la cabeza fría para encontrar soluciones viables, tanto que hasta es capaz de sacrificar su vida por ello. Intenta resolver siempre los conflictos de forma pacífica, pero si hay que pelear, no se queda atrás. No es el Optimus Prime original, es descendiente de éste, es también un Prime, pero comparte gran parte de la personalidad e ideales del primer Optimus; además, los rasgos de su cara son similares.
Forma animal: Gorila. En la segunda temporada adquirirá una forma transmetal y, en la tercera, una forma autobot debido a que contiene por un momento la chispa de su antepasado Optimus Prime. En la secuela llamada Beast Machines adquiere una nueva forma, que le permite transformarse en gorila híbrido entre orgánico y máquina. Su frase es: "Eso es maravilloso", con sentido irónico siempre. Primera aparición: 1x01 - La Guerra De Las Bestias [Parte 1].
Forma Transmetal: Primera aparición: 2x03 - La llegada de los Fuzors [Parte 2]. Forma Transmetal 2: Primera aparición: 3x01 - Situación óptima. El doblaje fue realizado por: Mario Sauret (México) y en España por Juan Luis Rovira.

#### Rhinox
Rhinox es el científico del grupo Maximal. Grande y fortachón, gusta de deleitarse con el perfume de las flores. Es el creador de Centinela, el ordenador de defensa Maximal, y es quien normalmente se queda vigilando la base. Durante toda la serie es el único Maximal que conserva su modo bestia original hasta poder salir de la Tierra.
Forma animal: Rinoceronte. En la segunda temporada Rhinox solo usa su modo bestia en dos ocasiones (la primera en el capítulo Otras Visitas I) y en la tercera nunca vuelve a ser bestia. Primera aparición: 1x01 - La Guerra De Las Bestias [Parte 1]. El doblaje fue realizado por: (México) Miguel Ángel Ghigliazza y en España por Vicente Gisbert.

#### Rattrap/Ratatrampa
Rattrap es el más pequeño del grupo. Inteligente y sarcástico, sabe meter el dedo en la llaga y cómo ridiculizar a sus oponentes. Un rasgo físico muy característico de él, es una marca en relieve en su cabeza que emula la forma de un cerebro, algo que pone de manifiesto sus habilidades intelectuales. Sus especialidades son las explosiones (siempre lleva alguna bomba encima) y la infiltración. Algo muy característico de él es su relación de odio-amistad con Dinobot, al que disfruta poniéndole todo tipo de sobrenombres como; "Cara de lagartija" o "Cerebro de hormiga". En un principio suele detestarlo por dos razones: por ser repugnante y, principalmente, por su pasado Predacon. Cuando ocurre alguna situación de peligro, ambos dejan sus diferencias y trabajan juntos siendo en muchas ocasiones eficientes. A pesar de odiarlo, cuando Dinobot muere, Rattrap es el primero en lamentar su partida.
Es en extremo pesimista y siempre espera lo peor de todo. En un comienzo incluso ignora las órdenes de Optimus prefiriendo anteponer su comodidad o seguridad a las del grupo; sin embargo, abandona esta actitud a medida que progresa la historia. Es aficionado a los videojuegos, ya que en algunas ocasiones se le ve disfrutando de ese pasatiempo cuando no tiene nada que hacer, aunque siempre es interrumpido.
Forma animal: Rata. En la segunda temporada adquiere una forma transmetal que le permite convertir sus patas en ruedas. Primera aparición: 1x01 - La Guerra De Las Bestias [Parte 1].
Forma Transmetal: Primera aparición: 2x01 - El día después. El doblaje fue realizado por: (México) Martín Soto y el Doblaje en España por Jesús Rodríguez.

#### Cheetor/Cheeta
Cheetor es el "chico nuevo" de la nave, un explorador joven, hasta infantil algunas veces. Tiene a Optimus como su referente, su héroe y líder, por ello intenta siempre demostrar lo que es capaz de hacer (metiéndose más de una vez en serios problemas), está destinado a ser su sucesor. Gracias a su carácter consigue la amistad de dos niños protohumanos, a los que deberá sacar de más de un problema. Con el tiempo acaba madurando, aunque conservando esa pequeña rebeldía que le caracteriza. Incluso llega a empezar a sentirse atraído por Blackarachnia, teniendo por ello algunos incidentes con Silverbolt, la pareja de esta. Primera aparición: 1x01 - La Guerra de las Bestias [Parte 1]. Muchos de sus rasgos son asociados a Bumblebee.
Forma animal: Guepardo. En la segunda temporada adquiere una forma transmetal con propulsores que le permiten volar y en la tercera una forma transmetal 2 que le otorgan super fuerza, reflejos intensificados y super velocidad.
Forma Transmetal: Primera aparición - 2x01 - El día después. Forma Transmetal 2: Primera aparición (modo animal): 3x05 - El Llamado De La Naturaleza [Parte 1]. Primera aparición (modo robot): 3x06 - El Llamado De La Naturaleza [Parte 2]. Doblaje (México): Alejandro Illescas y Doblaje en España por Eduardo Jover.

#### Dinobot
Dinobot fue en un principio un Predacon que, al cuestionar las órdenes de Megatron e intentar derrocarlo, fue desterrado de su base. Tras esto, fue con los Maximals y se autoproclamó líder de estos. Optimus le ofrece unirse a ellos, pero solo como un miembro más, por lo que Dinobot lo reta a un duelo a muerte, que es interrumpido por Megatron, y en el que Optimus le salva la vida a Dinobot. Dinobot, al considerarse un guerrero con honor, decide unirse a los Maximals como un miembro más y así pagar su deuda con Optimus.
Dinobot es un personaje hosco, estoico, cruel y solitario, que intenta siempre solucionarlo todo con violencia y ferocidad. Es un guerrero en toda regla, pero que se caracteriza por su firme código del honor, ya que si en una pelea tiene una ventaja injusta frente a su oponente prefiere pelear en igualdad de condiciones. Tiene una relación odio-amistad con Rattrap, contra el que siempre suele descargar su ira, pero con el que forma el mejor equipo. Como armas, posee una espada con vaina giratoria en cruz, la cual guarda en una funda hecha a partir de su cola de velocirraptor. A su vez, la misma funda se abre al medio para convertirse en un arma giratoria de corte de dos filos. Por otra parte, puede lanzar potentes rayos láser a través de sus ojos. Para finalizar, en la segunda temporada recurre al uso de armas de disparo, sirviéndose del arsenal de apoyo de la base Maximal. 
Tras obtener el disco dorado, de Megatron, queda impactado de lo que allí había al punto de querer unirse nuevamente a los Predacons en un arrebato de temor. Sin embargo, durante un enfrentamiento, espontáneamente decide proteger a los Maximals y regresa con ellos a pesar del estigma de la traición que pesa sobre él. Poco a poco se irá ablandando y dejando abatir por el remordimiento, hasta tal punto que decide dar su vida parr proteger a unas tribus de homínidos de un ataque Predacon, como un modo de purgar sus actos. Muere, como todo un héroe, después de haber vencido ferozmente a todos los Predacons sin ayuda y de enfrentarse moribundo y solo portando un hacha de piedra contra un Megatron transmetal. Al final del episodio se ve que uno de los homínidos imita su ejemplo defendiéndose de una serpiente con la misma hacha.
A lo largo de toda la saga, Dinobot fue clonado dos veces. La primera, fue gracias a datos de su ADN obtenidos por Megatron, mediante los cuales consiguió crear una réplica de la modalidad bestia de Dinobot, sin formato de combate, para infiltrarlo en la base Maximal. Esta réplica termina devorada por el verdadero Dinobot. 
La segunda clonación fue durante la tercera temporada, en la cual Megatron combina el ADN de Dinobot, tecnología transmetálica y la mitad de la chispa de Rampage, teniendo como resultado un robot altamente despiadado, con aspecto transmetálico y de carácter sumamente peligroso. 
Forma animal: Velocirraptor.

#### Tigatron/Tigreton
Tigatron (Tigreton en Latinoamérica) aparece en la primera temporada, creado a partir de una de las cápsulas estasis Maximal que orbitaban el planeta y que cae a la Tierra. Los dos bandos se disputan la protoforma que hay en ella, hasta que Megatron usa de rehenes a dos tigres siberianos. Los Maximals no tienen otro remedio que rendirse para salvarles. Para mal de los Predacons, la cápsula estasis está vacía y uno de los tigres resulta ser Tigatron, que, aprovechando la sorpresa, consigue hacerlos huir. Su unidad de memoria y su inhibidor de instintos se dañaron en la caída, por lo que no recordaba su bando y prefería comportarse como un felino. Sin embargo, dada la bondad mostrada por los Maximals, decide unirse a ellos, aunque, eso sí, siempre prefiriendo ser parte de la naturaleza, por lo que iba un poco por libre.
Se siente más cómodo en su forma animal que en su forma robótica. Siempre con palabras sabias y calmadas guía a sus compañeros, sobre todo a Cheetor, con el que ejerce un rol de "hermano mayor".
Siempre va acompañado de Snowstalker, la tigresa siberiana que fue su primer contacto con el planeta. Trágicamente, debido a una batalla posterior entre las dos facciones, Snowstalker muere sepultada por un derrumbe, lo que le supuso un antes y un después. Poco después conocerá a Airazor, con la que protagonizará una historia de amor. Pero esta fue breve, puesto que caerán en una trampa alienígena que, tras un tiempo, los devolverá fusionados como un transformer andrógino reprogramado para destruir a los otros de su especie que están en la Tierra.
Su arma además de ser una pistola puede disparar hielo o agua.
Forma animal: Tigre blanco.
Primera aparición: 1x07 - Camaradas caídos.
Última aparición: 2x06 - Otras visitas [Parte 1].
Voz en español americano: Álvaro Tarcicio (†).
Voz en español (España): Luis Marín.

#### Airazor/Águila
Airazor fue creada a partir de la protoforma de una cápsula estasis que se estrelló en el planeta. Fue un proceso difícil, ya que el impacto dañó la cápsula y puso en peligro la vida de la protoforma, pero que Rhinox pudo repararla provisionalmente para ganar tiempo hasta lograr activar la secuencia de duplicación de forma de vida, otorgándole una forma animal antes de colapsar y así salvándole vida. Junto con Blackarachnia, es la única mujer que aparece en la serie (aunque en Japón la hicieron pasar por hombre). Por lo general, actúa como apoyo aéreo de Tigatron, por quien demuestra sentir atracción. Murió a causa de una trampa alienígena, o por lo menos, eso se creyó hasta que regresa fusionada con Tigatron como un guerrero enviado por los alienígenas para evitar que los Transformers siguieran interfiriendo con la vida en la Tierra y las investigaciones que allí llevaban a cabo.
Forma animal: Halcón.
Primera aparición: 1x15 - La chispa.
Última aparición: 2x06 - Otras visitas [Parte 1].
Voz en español americano: Rebeca Manríquez.
Voz en español (España): Olga Cano.

#### Silverbolt/Lobo Plateado
Silverbolt es un fuzor, un robot con las mismas capacidades que el resto de Transformers excepto por la particularidad de que es resultado de la unión de dos animales cuyos datos fueron escaneados por su cápsula estasis a causa de los daños sufridos por la misma. La palabra que mejor lo define es "caballero" tanto en su forma de comportarse como en su forma de hablar, nos recuerda a un honorable caballero medieval (además de ese toque de trompetas que siempre le dedicaban solo a él).
Megatron lo encontró junto a Quickstrike y, aprovechando el daño en su memoria, lo unió a su bando, pero en poco tiempo, Silverbolt se dio cuenta de que su personalidad encajaba más con los Maximals que con los Predacons, por lo que desertó a los Maximals.
De carácter noble, protector, educado y romántico, consiguió ganarse el corazón de Blackarachnia, consiguiendo incluso que esta cambiara de bando. Aunque al principio Blackarachnia solía manipularlo para conseguir lo que quisiera, poco a poco, fue consiguiendo el amor de la Predacon. Pero el amor viene acompañado de celos a causa de Cheetor, que empieza a sentirse atraído por ella.
Forma animal: Mitad lobo, mitad águila.
Primera aparición: 2x02 - La llegada de los Fuzors [Parte 1].
Voz en español americano: César Soto.
Voz en español (España): Juan Antonio Gálvez.

#### Black Arachnia/Araña Negra
Forma animal: Viuda negra Transmetal 2 (con poderes telequinéticos).
Araña Negra aunque al principio de la serie era una Predacon poco a poco empieza a tener pequeñas escapadas junto al Maximal Silverbolt, al que primero solo utiliza, pero del que poco a poco llega a enamorarse hasta el punto de darlo todo por él. A causa de esa relación, en la tercera temporada se une a los Maximals y es reprogramada como una de ellos, así como también (en la tercera temporada) logra convertirse en su forma transmetal.

#### Depth Charge/Manta Raya
Depth Charge es un vengador que llega al planeta con su propia nave particular, buscando a Protoforma X para eliminarlo, pues este había matado a varios de sus compañeros en su antigua base. Este Maximal es un luchador solitario que tiene siempre como prioridad llevar a cabo su venganza, poniendo muchas veces en peligro a sus compañeros. Muestra odio y desprecio hacia Optimus ya que, al ser el creador de Protoforma X, lo responsabiliza por la muerte de sus compañeros.
Generalmente demuestra ser superior en batalla que Protoforma X, pero siempre ocurre algún hecho que evita que él dé el golpe final, lo cual hace que se enoje con sus compañeros Maximals. Muere junto a Rampage tras clavarle una estalagmita de Energon en el lugar donde estaba su chispa. Solo apareció en 7 episodios.
Forma animal: Manta raya transmetálica (nunca tuvo forma normal)
Primera aparición: 3x02 - Metal Profundo.
Última aparición: 3x12 - Nemesis [Parte 1].
Voz en español americano: Eduardo Borja (†).
Voz en español (España): No se dobló en español (España) esta temporada.

#### Tigerhawk/Tigrehalcón
Tigerhawk es el resultado de la fusión y transmetalización 2 de; Tigatron y Airazor, por parte de los alienígenas que experimentaban en la Tierra. Al principio era el heraldo de éstos enviado a la Tierra prehistórica para eliminar a Megatron por poner en peligro al planeta.
Falla en su misión al ser secuestrado por Tarántulas, quien quería controlarlo con una máquina. Grave error: al hacerlo, enfureció a los alienígenas hasta el punto de matarlo, liberando a Tigerhawk de su secuestro antes de que Tigatron y Airazor volvieran a "casa" y Tigerhawk se uniera a los Maximals, ya que Optimus logra entrar en contacto con sus chispas y liberar sus recuerdos.
Lamentablemente Tigerhawk fue el personaje que menos apareció en la serie (solo 3 episodios si se cuentan las dos partes separadas del episodio Némesis, último de la tercera temporada y de la serie en sí). Muere tras intentar detener él solo al Némesis.
Es el Transformer más poderoso ya que, además de poseer el poder de los alienígenas, es el único fuzor transmetal y posee dos chispas en armonía.
Forma animal: Fusión de tigre y halcón transmetal 2.
Primera aparición: 3x11 - Otras victorias.
Última aparición: 3x13 - Némesis [Parte 2].
Voz en español americano: Álvaro Tarcicio (†).
No se dobló en español (España) esta temporada.

### Predacons
Los Predacons son los descendientes de los Decepticons, los chicos malos por defecto. En Beast Wars, al principio solo son unos ladrones de un disco dorado con información secreta que buscan un planeta rico en energón.
Su código de activación de transformación es "Terrorize" en inglés, "Aterrorizar" en el doblaje español americano y "Aterrando" en el doblaje español (España). Para volver al estado animal, es "Modo Bestia" o "Forma bestial".

#### Megatron
Forma animal: Tiranosaurio Rex. En la segunda temporada adquiere una forma transmetal y en la tercera una forma de decepticon debido a que estuvo en contacto con la chispa de su antepasado megatron dragón rojo.
Megatron es el líder indiscutible de los Predacons. De gran carisma, inteligencia y astucia, ha tenido la mala suerte de que todos sus compañeros o bien son estúpidos que lo siguen sin rechistar o bien son lo suficientemente inteligentes que intentan traicionarle (aunque el caso de Terrorsaur sería el de un traidor poco inteligente).
Megatron es recordado por su típico "Siiiiii" después de cada frase referente a lo que planea.
Robó el Disco Dorado porque en él había grabada información sobre el futuro y unos planes escritos por el auténtico Megatron Decepticon. Al llegar al planeta, su prioridad es hacerse con todo el energón posible para abastecer a la armada Predacon y así declarar la guerra a los Maximals. A pesar de su gran inteligencia, incluso entre los Predacons es visto como un peligro, ya que su actitud voluntariosa e independiente pone en peligro los planes de conquista del gobierno Predacon (el Consejo Tri-Predacus).
Primera aparición: 1x01 - La Guerra De Las Bestias [Parte 1].
Transmetal
Primera aparición: 2x01 - El día después.
Transmetal 2
Primera aparición: 3x10 - La furia del dragón.
Voz en español americano: Alejandro Villeli.
Voz en español (España): Claudio Rodríguez.

#### Scorponok/Escorpikon
Forma animal: Escorpión.
Scorponok es el segundo al mando de la base Predacon, ya que demuestra una lealtad inquebrantable hacia su líder Megatron y tolerancia cero hacia la traición. Es un personaje de pocas inteligencia además de un pésimo inventor (siempre suelen fallar sus inventos).
Durante la colisión de la ola quantum, la brutal "transmetalización" que sufrió provocó que perdiera el control y cayera, junto con Terrorsaur, en un río de lava, muriendo ambos al instante.
Primera aparición: 1x01 - La Guerra de las Bestias [Parte 1].
Última aparición: 2x01 - El día después.
Voz en español americano: Bardo Miranda.
Voz en español (España): Enrique Cazorla.

#### Tarántulas/Tarántula
Forma animal: Tarántula. En la segunda temporada adquiere una forma transmetal.
Tarántulas se definiría como el científico loco del grupo a causa de su risa taladrante y de sus laboratorios secretos de los que hasta Megatron desconoce la ubicación. A diferencia de Scorponok, sus inventos siempre funcionan, dando más de un dolor de cabeza a los Maximals o a los Predacons, dependiendo de si desea destruir a sus enemigos o traicionar a sus camaradas.
Tarántulas suele seguir las órdenes de Megatron, aunque haciendo pequeños cambios que le favorecerán. Blackarachnia fue uno de estos cambios, pues la hizo para que fuera su aliada en el campo de batalla escogiendo su forma, y aunque al principio esta lo era, poco a poco Tarántulas vio que ella hacía lo mismo que él con Megatron. Llegó a entablar un vínculo mental con ella para controlarla, pero esta acabó deshaciéndose de él por completo.
Más tarde se descubre que Tarántulas es en realidad un espía del gobierno Predacon (el Consejo Tri-Predacus), enviado para vigilar a Megatron de cerca y así evitar que haga cualquier tontería que pudiera dañar a la Alianza Predacon.
Tarántulas termina la primera y comienza la segunda temporada quemado por Inferno y sin funcionamiento. También termina la segunda y comienza la tercera temporada hecho pedazos debido a unas bombas de Ratatrampa. Fue finalmente destruido por la máquina que usó para sacar del control que tenían los alienígenas hacia Tigerhawk.
Primera aparición: 1x01 - La Guerra de las Bestias [Parte 1].
Transmetal
Primera aparición: 2x02 - La llegada de los Fuzors [Parte 2].
Última aparición: 3x11 - Otras victorias.
Voz en español americano: Humberto Vélez.
Voz en español (España): Ángel Egido (†).

#### Terrorsaur/Terrorsaurio
Forma animal: Pterodáctilo
Terrorsaur parece inspirado en el Starscream de la primera generación de Transformers. Lleva la traición en los circuitos y no desaprovecha ninguna oportunidad para hacerse con el mando de los Predacons, aunque estas acaban siempre volviéndose en su contra. Durante la explosión quantum, la brutal "transmetalización" que sufrió provocó que perdiera el control y cayera, junto con Scorponok, en un río de lava, muriendo ambos al instante.
Primera aparición: 1x01 - La Guerra de las Bestias [Parte 1].
Última aparición: 2x01 - El día después.
Voz en español americano: Mario Raúl López (1.ª voz), Herman López (2.ª voz).
Voz en español (España): Luis Gaspar.

#### Waspinator/Avispaneitor
Forma animal: Avispa.
Waspinator es sin duda el personaje más cómico de la serie, alguien a quien no se puede tomar en serio y que siempre acaba recibiendo los peores golpes, en muchas ocasiones el alivio cómico de la serie. Se caracteriza por su poco cerebro y por su peculiar forma de hablar: refiriéndose siempre a sí mismo en tercera persona como los indígenas de las antiguas películas y con un zumbido constante en cada una de sus palabras. Normalmente suele acabar hecho pedazos por los Maximals, aunque en realidad, a lo largo de la serie, Tarántulas es despedazado más veces. Es un fiel seguidor de Megatron (aunque, más bien, por miedo a las represalias). Llegó a ser poseído por el fantasma de Starscream, causando el caos entre los dos bandos.
Al final de la serie se niega a seguir siendo Predacon y permanece en la Tierra siendo adorado por los antropoides primitivos como un dios.
Primera aparición: 1x01 - La Guerra de las Bestias [Parte 1].
Voz en español americano: Roberto Molina (1.ª temporada), Carlos Iñigo (últimos episodios de la 1.ª temporada; 2.ª y casi toda la 3.ª temporada), Gabriel Gama (últimos 2 episodios de la 3.ª temporada).
Voz en español (España): José Padilla.

#### Black Arachnia/Araña Negra
Forma animal: Viuda negra. En la tercera temporada adquiere una forma transmetal 2 (y poderes telequinéticos).
Araña Negra fue creada por Tarántulas a raíz de una cápsula estasis. Tarántulas tenía planeado que ella le siguiera en su traición contra Megatron, cosa que hace al principio, pero poco después, ella va urdiendo sus propios planes y traiciones a espaldas de Tarántulas.
Las palabras que mejor la definen sin dudarlo son "mujer fatal", usa sus encantos femeninos para conseguir lo que desea del sexo contrario y su astucia e inteligencia hacen el resto.
Al final de la primera temporada, ella y Tarántulas urdieron un plan para escapar del planeta, para lo cual iban a construir una nave improvisada. Fueron pillados haciéndolo por Inferno, quien les estaba siguiendo por orden de Megatrón movido por sus sospechas de traición. Tras una batalla, Inferno dejó a Tarántulas inoperativo, pero no así a Blackarachnia, quien consiguió deshacerse de Inferno. Tras esto, tuvo que continuar en solitario la construcción de la nave para escapar, para lo cual necesitó acceder a los archivos de datos de Tarántulas, infectándose en el proceso con un virus colocado a conciencia por éste y creando un vínculo mental entre ambos, controlándola al completo, vínculo del que ella acaba deshaciéndose creando una enorme sobrecarga de energón en sus mentes y amenazando con matarse a los dos si Tarántulas no lo deshacía.
Poco a poco empieza a tener pequeñas escapadas junto al Maximal Silverbolt, al que primero solo utiliza, pero del que poco a poco llega a enamorarse hasta el punto de darlo todo por él. A causa de esa relación, en la tercera temporada se une a los Maximals y es reprogramada como una de ellos, así como también (en la 3.ª temporada) logra convertirse en su forma transmetal.
Primera aparición: 1x08 - Doble riesgo.
Transmetal
Primera aparición: 3x09 - Cambiando de bando.
Voz en español americano: Olga Hnidey.
Voz en español (España): Marisa Marco.

#### Inferno/Infierno
Forma animal: Hormiga.
La cápsula estasis de Inferno sufrió severos daños y su forma animal penetró demasiado en sus circuitos lógicos. Además, Tarántulas lo reprogramó como Predacon para integrarlo en su bando personal. Por ello, pensaba que era una auténtica hormiga soldado y que la cápsula estasis era la colonia que debía de proteger de los invasores (cualquier forma de vida que se acercara). Poco después de ser activado, Tigatrón destruye su cápsula para evitar que Tarántula la robe y daña gravemente a Inferno, lo que aprovecha Megatrón para reconstruirlo y agregarlo a su equipo.
Megatron consigue engañarlo tras la destrucción de la "colonia" e Inferno acaba pensando que, al ser éste el jefe, es la auténtica reina de esta nueva colmena que lo ha acogido, por lo que suele llamarlo "mi reina" o "su realeza". Es un soldado valiente, sin temor, un suicida que obedece cualquier orden de Megatron aunque ello suponga su muerte como buena hormiga al servicio de la reina. Megatron lo destruye accidentalmente junto a Quickstrike tras bombardear una aldea de protohumanos.
Su arma, además de ser pistola, también es un lanzallamas que utilizará sin dudar contra cualquier Maximal, Predacon o ser viviente que amenace a Megatron. Se puede decir que es el seguidor más fanático de Megatron y es nombrado subcomandante tras la destrucción de Scorponok.
Posee una guerra personal contra Tigatrón, ya que este fue quien destruyó su cápsula estasis (según su perspectiva, el responsable del genocidio de su colonia original).
Primera aparición: 1x18 - El juego de la araña.
Última aparición: 3x13 - Némesis [Parte 2].
Voz en español americano: César Arias (1.ª voz), Ricardo Mendoza (resto de la serie).
Voz en español (España): Daniel Dicenta (1.ª temporada), Juan Perucho (2.ª temporada).

#### Quickstrike/Cobra
Forma animal: Mitad escorpión, mitad cobra.
Quickstrike recuerda mucho al típico vaquero del Oeste por su forma de hablar y su comportamiento. Vive por y para destrozar Maximals, su mayor diversión. Llegó a la Tierra junto con Silverbolt, y al igual que le ocurriera a éste, su cápsula estasis quedó dañada y procesó los datos de dos animales en su secuencia de activación, dando lugar a otro fuzor. Megatron aprovechó eso para intentar reclutar a ambos.
Es un ser muy manipulable y traicionó a Megatron a causa de las artimañas de Tarántula, además está enamorado de Blackarachnia, cosa que ella nunca desaprovecha. Megatron lo destruye accidentalmente junto con Inferno, con quien solía pelear y discutir, tras bombardear una aldea de protohumanos.
Primera aparición: 2x02 - La llegada de los Fuzors [Parte 1].
Última aparición: 3x13 - Némesis [Parte 2].
Voz en español americano: Jorge Ornelas.
Voz en español (España): Miguel Zúñiga.

#### Dinobot II
Forma animal: Velociraptor Transmetal 2 (con factor regenerativo).
Dinobot II es un clon transmétalico del Dinobot original, es el ejecutor de Megatron, en la tercera temporada Megatron lo creó usando tecnología Transmetal y la mitad de la chispa de Rampage para clonar al Dinobt original. En su nueva forma, Dinobot se convierte en el súbdito más importante y sin juicio propio de Megatron, salvo por cortas instancias en donde se manifiesta su viejo yo. Se le ve regresar a su antiguo yo gradualmente después de que Depth Charge destruye a Rampage. Dinobot comienza a tener flashbacks de su vida anterior y, mientras pilota el Nemesis, cuestiona la autoridad de Megatrón y critica su falta de honor. Ayuda a los Maximals transmitiéndoles desde el Nemesis la ubicación de una pequeña nave de escape escondida en el Arca que podrían usar para huir del ataque del Némesis. Luego, desobedece las órdenes de Megatrón y se niega a atacar a los Maximals demostrando no ser simplemente un clon sin alma, sino reconociéndose como su "propio dueño". La nave de los Maximals choca con el puente de mando del Némesis y Optimus le pide a Dinobot que escape con él. Dinobot se niega y le responde "hasta siempre, Optimus".

#### Rampage-Protoforma X/Rampante
Forma animal: Cangrejo transmetal/Tanque de guerra.
Rampage se encuentra en una cápsula diferente a las demás, marcada con una "X", que le puso a Optimus los circuitos de punta cuando la vio por primera vez. Allí se encuentra inactivo Protoforma X, un intento de duplicar la chispa indestructible de Starscream que salió mal y en la que Optimus se vio involucrado, transformando al robot en un traidor violento. Por ello, sellaron su cápsula con la intención de dejarlo en un lugar lejano y desierto.
Pero a causa de un ataque Predacon, se produce un estallido de energía que reactiva a Protoforma X. Este reacciona violentamente contra los dos bandos, y por más daño que le causen, no consiguen derrotarlo, pues su chispa le regenera.
Megatron, aprovechando un momento de inconsciencia de Rampage, usa una daga de energón para extraerle una parte de su chispa y guardarla en un recipiente con el que, cada vez que Rampage le desobedezca, la dañará. Así, el líder Predacon añade un nuevo y poderoso miembro a sus filas. Cuando Megatron crea a Dinobot 2, utiliza esa mitad de la chispa de Rampante para darle vida.
También Dinobot 2 en algunas ocasiones tortura la chispa de Rampante, la extrae de su pecho y la aprieta fuertemente con las cuchillas de su mano.
Muere junto a Depth Charge después de que este le clavara una estalagmita de Energon.
Primera aparición: 2x08 - Mala chispa.
Última aparición: 3x12 - Nemesis [Parte 1].
Voz en español americano: Alfonso Mellado.
Voz en español (España): Julio Núñez (†).

### Otros

#### Ordenadores/Computadoras
Los Maximals disponen de Centinela, que es el sistema de defensa de la nave Axalon. En otras palabras, el cerebro de su nave. La nave de los Predacons posee una computadora con una sensual voz femenina.

#### Los alienígenas
Los alienígenas, también llamados los Vok ya que en la primera temporada asumen la forma de esta especie como un paralelismo de lo que son ellos para los protohumanos, han establecido la Tierra (el planeta donde se desarrolla la serie) como centro de pruebas y experimentos. A causa de la intromisión de los Maximals y Predacons, el experimento ha sido "contaminado", por lo que deciden destruir toda las formas de vida del planeta.
Es entonces cuando se descubre que en aquel planeta no había dos lunas, sino solo una, siendo que la otra no era más que el arma que utilizarían para destruir la Tierra en casó de interferencias con la vida. Gracias al sacrificio de Optimus Primal, consiguen destruir esta arma aunque causando irremediablemente una ola quantum que daría paso a los transmetales.
En su primera manifestación frente a Optimus adoptaron la forma de Unicron, pero, según le explicaron, no tienen una forma física comprensible por los Transformers y dicha forma solo era una representación basada en la autoridad y poder que los Transformers comprendían.
Reaparecen en la segunda temporada enviando a Tigatrón y a Airazor al espacio y luego enviando una poderosa nave que Megatrón poseería después.
Aparecen después en formas de cráneos espectrales durante la tercera temporada creando a Tigerhawk como su emisario con el propósito de eliminar a Megatron por desafiar el tiempo y el espacio. Al ser capturado Tigerhawk, ellos se enfurecen con Tarántulas y lo destruyen usando sus mortíferos inventos.

#### Los Protohumanos
Son nuestros antepasados homínidos. No saben hablar, solo balbucean, y viven en pequeñas tribus por el planeta. Megatron quiere destruirlos para que en el futuro no puedan ayudar a los Autobots en su lucha contra los Decepticons, variando así el curso de la Gran Guerra que se pudo ver en la serie original de Transformers.
Los más destacados son el jefe de la tribu, que aprende a usar un arma gracias a Dinobot y los pequeños Una y Chak, con los que Cheetor forja una gran amistad y trata de enseñar, consiguiendo incluso que logren aprender algunas palabras.

#### Transmutante
Una nueva cápsula estasis aterriza en el planeta, pero ha sido muy dañada, tanto que la protoforma que hay en su interior no puede escanear ninguna forma de vida para iniciar la secuencia de activación. Rampage, al ver la cápsula, piensa que aquel robot también ha sido encerrado por ser diferente como lo fue él, por lo que intenta ser su amigo. Pero Inferno le ataca, tras lo cual esta nueva forma de vida deja entrever un poder que posee, un grito sónico que provoca sobrecargas de energón.
Empieza una pelea entre Rampage y Silverbolt por hacerse con él, aunque con el mismo objetivo, salvarlo del bando contrario, dado que tanto los Maximals como los Predacons quieren destruirlo al considerarlo peligrosamente inestable. La pelea cada vez es más fuerte y Transmutante, que no desea esto, se interpone entre el fuego de los dos, siendo destruido. Es la única vez que Rampage muestra aprecio por algún otro ser, ya que no consideraba a este ser como algo inferior sino como un igual, tal vez el único capaz de comprender su dura existencia de ser diferente y repudiado por los demás debido a su enorme poder y unicidad.
Única aparición: 2x10 - Transmutante.

#### Consejo Tripredacus/Consejo Tripódico
Representa la máxima autoridad regente de la Alianza Predacon. En el momento de su aparición, en la serie, estaban en un satélite orbitando el planeta Cybertron (hogar natal de los Transformers). El consejo está formado por 3 Predacons: Ramhorn, Seaclamp y Cicadacon, quienes mantienen una relación muy diplomática con los Maximals a pesar de que su verdadero y secreto plan es destruirles y conquistar Cybertron. Dichos planes son puestos en peligro por Megatron. Para solucionar esto, el consejo decide enviar a Ravage, un agente especial de la policía secreta para rastrear y eliminar a Megatron.

#### Ravage
Anteriormente un gran guerrero Decepticon (Destructor, uno de los casetes de Soundwave) bajo las órdenes del Megatron original. Después de la derrota de los Decepticons, es reformado en un Predacon, convirtiéndose en un agente especial de la policía secreta Predacon. Se le envía a intervenir en la Guerras de las Bestias para rastrear y arrestar a Megatron antes que siga estropeando los planes del Consejo Tri-Predacus. Sin embargo, una serie de eventos inesperados distraen al Ex-Decepticon en su misión y termina aliándose con su blanco (Megatron). Pero, al final, muere cuando se estrella su nave gracias a Rattrap.
Primera aparición: 2x11 - La Agenda [Parte 1].
Última aparición: 2x13 - La Agenda [Parte 3].
Voz en español (España): Luis Mas.

## Episodios
1.ª temporada (1996-1997)
La nave de reconocimiento Axalon recibe un comunicado de que una nave Predacon ha robado un Disco Dorado, al ser la única nave que está cerca de ellos, decide perseguirlo. Atraviesan un muro espacio-temporal y empiezan una batalla en el espacio, cerca de la Tierra. Al final, las dos naves resultan dañadas de gravedad, y Optimus, el líder de la nave Axalon, decide poner a salvo a su tripulación, lanzándolos en sus cápsulas éxtasis en la órbita del planeta.
| Número de Episodio | Título                      | Resumen |
| ------------------ | --------------------------- | --- |
| 01                 | Guerra de bestias (Parte 1) | Tras caer en la Tierra, ambos bandos adoptan formas alternas , de animales que se encontraban cerca de ambas naves. Tanto Maximals como Predacons intentaran explorar el territorio desconocido y se encontraran sin querer originando un primer enfrentamiento en tierra firme. Cuando la batalla acaba, durante su regreso a la base, los Maximals encuentran a Dinobot, un Predacon que quiere unirse a su grupo. |
| 02                 | Guerra de bestias (Parte 2) | Dinobot quiere unirse a los Maximals como líder y como Optimus no acepta la proposición deciden enfrentarse por el cargo. Los Predacons aprovechan la situación para atacarlos. El combate se detiene cuando los Predacon descubren una gran cantidad de Energon en una montaña, pero se reanuda en ese lugar. Al final Dinobot acepta unirse a los Maximals como un miembro más. |
| 03                 | La telaraña                 | Tras desobedecer a Optimus, Cheetor es confinado a su habitación. Para resarcirse, se escapa de la base para vigilar que harán los Predacons con un cañón que Scorponok encontró. Pero es capturado por Tarántulas y Rattrap ira a rescatarlo. |
| 04                 | Medidas equitativas         | Una reacción eléctrica originada por un rayo de tormenta, el Energon y un puesto de observación, hace que Cheetor sea transportado a la consola de control de la nave Predacon, que comunica también con su similar Maximal. Ya infiltrado descubre que por ambas bases corren flujos de Energon, por lo que da alerta a los Maximals, pero en ese momento ellos mandan una bomba. Ahora todo depende del felino de desactivarla y salvar ambas bases de una inminente destrucción. |
| 05                 | Cadena de mando             | Una sonda extraterrestre aterriza en la tierra y genera el interés de Maximals y Predacons quienes pelean por el objeto. La sonda de manera imprevista absorbe a Optimus en su interior. Ahora, los Maximals deben afrontar tres problemas: cómo sacar a Optimus de la sonda; resistir al contrataque de los Predacons; y lo más importante, decidir quien será su líder transitorio: Dinobot o Rattrap. |
| 06                 | Descarga de energía         | Terrorsaur encuentra una isla flotante con grandes reservas de Energon en su interior, la cual utiliza para adquirir más poder. Así es como luego, se enfrenta a Megatron y lo destruye, convirtiéndose en el nuevo líder de los Predacons. Sin que el lo sepa, Scorponok se lleva los restos de Megatron para reconstruirlo y vuelva a funcionar. Cheetor les avisa a los Maximals sobre lo sucedido, por lo que Optimus y Rattrap deciden intervenir en la misteriosa isla flotante. |
| 07                 | Camaradas caídos            | Una vaina éxtasis cae en la Tierra, Los Predacons dejan malherido a Optimus, por lo que los Maximals deben ir hacia la vaina por tierra. Los Predacons llegan primero y Megatron amenaza con matar a unos tigres siberianos que se encontraban cerca, esto con el fin de que los Maximals se resignen. Pero grande será la sorpresa de Megatron, cuando descubre que la vaina está vacía y que la Protoforma ya había sido programada como Maximal. |
| 08                 | Doble riesgo                | De manera inexplicable, los Predacons logran anticipar los movimientos de los Maximals (esta vez llegan primero que sus rivales a una vaina éxtasis). Dinobot sospecha de Rattrap, así que Optimus le encomienda una misión en territorio Predacon. Ya en el lugar, Rattrap es atacado por Terrorsaur, pero luego se rinde y le pide unirse a su bando; lo que hace confirmar las sospechas. Sin embargo, todo sería más que una estrategia para obtener un decodificador Maximal, que captaba las comunicaciones de los Maximals, y que estaba en poder de los Predacons. |
| 09                 | Una mejor ratonera          | Waspinator, Terrorsaur y Blackarachnia trabajan debajo de la superficie donde se sitúa la nave Maximal, con el fin de hacer un camino subterráneo que los lleve a la base enemiga para un ataque sorpresa. Los movimientos de Waspinator, ya en el exterior, hacen sospechar a Optimus y Tigatron quienes deciden investigar. Mientras tanto, en la nave Axalon, Dinobot cuestiona el sistema de seguridad (Centinela) por lo que entra en una pelea con Rattrap. Accidentalmente, la espada de Dinobot daña la consola, por lo que Centinela reconoce a todos como enemigos. Los Maximals salen de la base, menos Rattrap quien decide desactivar a Centinela para pagar su error. |
| 10                 | Guerra gorila               | Scorponok crea una ciber-abeja el cual posee una sustancia que hace inofensivo a quien lo reciba. O al menos ese es el efecto que supuestamente produce, puesto que Optimus termina recibiendo el proyectil, pero lo convierte en un robot bravo y descontrolado. Los Maximals, después de pensarlo bien, deciden aprovechar que Optimus es una máquina de guerra para atacar la base Predacon y recuperar el antivirus, aunque deben protegerlo de una muerte casi segura. |
| 11                 | La sonda                    | Una sonda de Cybertron, es captado por la nave Maximal, pero esta no puede emitir una señal potente para que la sonda pueda ubicarlos y después, mandar una nave que pueda hacerlos regresar a casa. La única solución es construir una torre para amplificar su señal. El único problema es que tienen que construirlo en una zona cercana a la base Predacon. |
| 12                 | Victoria                    | Mediante una cámara espía, los Maximals observan el momento en el que los Predacons se amotinan contra Megatron y disparan contra un cristal de Energon, lo que origina una explosión. Los Maximals se dirigen a la base enemiga. Como la encuentran destruida y sin presencia de Predacons, se llevan los cristales de Energon para reparar su nave, proclamándose como victoriosos ¿Pero realmente llegó a su fin la Guerra de las Bestias? |
| 13                 | Oscuros designios           | Las indicaciones y habilidades de Rhinox son decisivas para una retirada de los Predacons mientras estos sostenían un combate con los Maximals. Por esa razón, Megatron ordena a Tarántulas que secuestre a Rhinox y lo lleve a su base. Acto seguido lo programa como Predacon con la intención de tener una mayor ventaja sobre sus enemigos. Pero lo único que logran es que Rhinox destruya el grupo por dentro. Por esa razón, Megatron lo reprograma nuevamente como Maximal y sus amigos deberán rescatarlo. |
| 14                 | El doble de Dinobot         | Megatron crea una copia del modo bestia de Dinobot para que este se infiltre en la nave Maximal y desactive las defensas, de esa manera los Predacons se apoderarían de la base rival. Pero para eso Terrorsaur se encarga de eliminar al verdadero Dinobot sepultándolo bajo un montón de rocas. La copia logra que Optimus y los demás Maximals abandonen la base. El Dinobot original logra sobreponerse al ataque de Terrorsaur y se dirige a la base Maximal donde encuentra a su copia y entablan una pelea. Cuando Megatron se dirige al Axalon, uno de los Dinobots lo recibe, resultando ser el original.                                                                  |
| 15                 | La chispa                   | Los radares de Maximals y Predacons detectan una vaina éxtasis en un lugar desértico. Rhinox llega primero al lugar pero tienen un problema: no existen vidas orgánicas cercanas para que la Protoforma pueda adoptar una forma. Adicionalmente Cheetor y Tigatron deben proteger a Rhinox y la vaina de los Predacons. |
| 16                 | El detonante (Parte 1)      | Tras ser atacado por Terrorsaur y Waspinator, Tigatron cae en una nube extraña en cuyo interior descubre una isla flotante con un ecosistema hermoso pero con poderosas armas que se activan al utilizar armas de energía. Gracias a una abeja espía de Scorponok, Tigatron logra enviar un mensaje a la base Maximal. |
| 17                 | El detonante (Parte 2)      | Optimus y Rattrap llegan a la isla misteriosa para impedir, junto con Tigatron y Áirazor, que los Predacons se apoderen de las armas de la isla. Pero es tarde, pues Blackarachnia toma el control y conduce la isla hacia donde esta la nave Maximal para destruirla. Sin embargo, Tigatron destruye el cuarto central, deshaciendo los planes de la hembra Predacon. |
| 18                 | El juego de la araña        | Tarantulas se apodera de una vaina éxtasis y lo reprograma como Predacon haciendo que adquiera una forma arácnida como lo hizo con Araña Negra, pero fracasa pues la computadora de la cápsula ya había elegido una forma alterna (hormiga). El nuevo Predacon, Infierno, asimila la vaina como su colonia y la protege, pero Megatron logra convencerlo para que se una a su bando. |
| 19                 | El llamado de la bestia     | Los Predacons roban una bobina que evita que las radiaciones de Energon los afecten en la base cuando estén en modo robot. Debido a ello, los Maximals deben permanecer en modo bestia todo el tiempo, hasta que su lado animal invade completamente sus mentes y actúan como tales. Tigatron trata de ayudarlos a recuperar su estado normal antes de que los Predacons los eliminen; mientras Águila recupera la bobina. |
| 20                 | Viaje en la oscuridad       | Dinobot, Rattrap, Cheetor y Rhinox quedan ciegos a causa de una explosión de Energon por parte de los Predacons, por lo que deben regresar a la base para recuperarse, enfrentando a muchos riesgos como ataques de una serpiente y de los Predacons. |
| 21                 | Posesión                    | La Chispa de Destello (starscream) sobrevuela la Tierra y se posesiona del cuerpo de Waspinator. Junto con Megatron logran expulsar a los Maximals de su base. Pero estos regresan después para "ser sus subordinados" y juntos atacan la base Predacon. En la batalla, Destello es derrotado, su chispa sale del cuerpo de Waspinator y vuelve a vagar por el espacio. De esta manera, los Maximals logran recuperar su nave. |
| 22                 | El subterráneo              | Rhinox es víctima de un proyectil lanzado por Tarantulas el cual le origina un resfriado que lo obliga a "estornudar" Energon. Para salvarlo, Rattrap y Dinobot son enviados a conseguir el antivirus, pero estos emplean la mayor parte de su tiempo en insultarse el uno al otro, que en centrarse en su trabajo. |
| 23                 | La ley de la selva          | Copo de Nieve, la tigresa siberiana compañera de Tigatron muere tras un derrumbe de rocas ocasionado por una batalla entre Maximals y Predacons. Debido a ello, Tigatron decide no pelear nunca más, pero luego se retracta cuando se da cuenta de que los Predacons son los que alteran el medio ambiente. |
| 24                 | Antes de la tormenta        | Megatron ha encontrado un Disco Dorado y se apodera de él. Empieza a dedicar la mayor parte de su tiempo a estudiarlo bien por lo que acuerda con los Maximals una tregua. A pesar de ello, estos mandan a Tigatron a la base Predacon (des-armado) como infiltrado a averiguar el porqué de la tregua. |
| 25                 | Otras voces (Parte 1)       | Águila queda atrapada dentro de una estructura extraña. Con la ayuda de los Predacons, Rattrap logra sacarla de ahí y Optimus decide entrar para hablar con los alienígenas. Estos le revelan la existencia de un proyecto personal que ha sido alterado por ellos (Maximals y Predacons), por lo que deben destruir el planeta entero. |
| 26                 | Otras voces (Parte 2)       | Una de las "supuestas lunas" de la Tierra, resulta ser en realidad, una poderosa arma para destruir la Tierra que es utilizada por alienígenas. Araña Negra, quien estaba dentro de la base Maximal, intenta configurar una cápsula para escapar del planeta pero al final termina siendo usada por Optimus para llegar al centro del arma y evitar la destrucción del planeta. Pero en el intento, él y el artefacto terminan explotando. |

2.ª Temporada (1997-1998)
| Número de Episodio | Título                             | Resumen |
| ------------------ | ---------------------------------- | --- |
| 27                 | Las Consecuencias                  | Tras la explosión, la ola quantum impacta en la Tierra. Scorponok y Terrorsaur mueren en la lava. Megatron, Rattrap, Chita y Tarantulas se vuelven Transmetalicos. Mientras que Tarantulas logra controlar la mente de Araña Negra, Megatron ordena un asedio a la base Maximal. |
| 28                 | La llegada de los Fuzors (Parte 1) | Mientras los Maximals recuperan una cápsula con un Transfomer dentro pero sin chispa; los Predacons se apoderan de otras dos por lo que Lobo Plateado y Cobra se convierten en sus nuevos aliados. Ahora que son mayores en número, Megatron ordena a todos sus soldados reunirse en un punto para enfrentarse a los pocos Maximals que hay. Mientras Rhinox intenta buscar la chispa de Optimus en el espacio.                            |
| 29                 | La llegada de los Fuzors (Parte 2) | Megatron descubre el plan de los Maximals, y repliegan a estos hacia su base. Cuando todo parece perdido, un Optimus Transmetalico aparece para ayudar a sus compañeros. Pero no será el único pues Lobo Plateado deja de ser un Predacon y se une a los Maximals. |
| 30                 | Telaraña intrincada                | Megatron encuentra una caverna con Energon en su interior. Tarantulas, Cobra y Araña Negra son enviados a investigar. Araña Negra se deshace del control mental de Tarantulas y este destruye la entrada a la caverna cuando los Maximals llegan. |
| 31                 | Maximal, nunca más                 | Dinobot, quien había robado los discos dorados de Megatron, decide volver con los Predacons. Megatron acepta y le ordena que le devuelva los discos. Dinobot lo lleva al lugar donde escondió los objetos, pero traiciona a Megatron cuando este le obliga a destruir a Rattrap. |
| 32                 | Otras Visitas (Parte 1)            | Águila y Tigatron encuentran una planta muy extraña, pero cuando van a investigar, son tragados por esta y enviados al espacio. Optimus, Chita y Lobo Plateado llegan tarde al lugar, mientras Rattrap y Dinobot destruyen una torre de bloqueo de comunicaciones de los Predacons. Megatron recupera los discos dorados de la nave Maximal. Ambos bandos se preparan para una nueva "visita" de los alienígenas.                          |
| 33                 | Otras Visitas (Parte 2)            | Con ayuda del disco dorado, Megatron y Tarantulas llegan a apoderarse de una estructura alienígena (donde estaba la flor extraña)y esta desaparece para ubicarse encima de un nevado llevándose a los demás Predacons (excepto a Tarantulas)incluso a Optimus. Los Maximals usan a Tarantulas para rescatar a su jefe. |
| 34                 | Mala Chispa                        | Los Maximals encuentran la cápsula de Protoforma X. Cuando los Predacons llegan originan la explosión de la vaina. Lobo Plateado y Araña Negra son enviados por la explosión hacia la espesura de la jungla. Ambos encuentran el cuerpo de Tarantulas destrozado, lo que hace sospechar que fue obra de Protoforma X. Así que deciden trabajar juntos para regresar a sus respectivas bases.                                               |
| 35                 | El Código del héroe                | Con el argumento de haber descubierto su verdadero destino, Dinobot se enfrenta a toda la tropa Predacon él solo, impidiendo que estos destruyan una aldea de Protohumanos. No solo logra cumplir con su objetivo sino que destruye los discos de Megatron; sin embargo muere, debido a que usó toda su energía en la batalla. |
| 36                 | Transmutante                       | Lobo Plateado y Rampante (Protoforma X) encuentran una vaina y se pelean por el nuevo soldado que posee una apariencia extraña pero con un gran poder oculto. El único problema es que su estructura orgánica está muy deteriorado siendo un miembro inútil para ambos bandos. |
| 37                 | El Agente (Parte 1)                | El Concejo Tripledacus manda a Devastador, un agente ex-Decepticon, para que arreste a Megatron por representar una molestia para el Concejo. Este agente obtiene la ayuda de los Maximals para lograr su cometido. |
| 38                 | El Agente (Parte 2)                | Megatron le muestra un video a Devastador con la imagen de su líder Megatron Decepticon, con lo que obtiene la libertad y Devastador se convierte en su aliado. Mientras tanto, Waspinator se dirige hacia un punto cerca de una montaña por órdenes de Megatron, pero es seguido por Araña Negra y luego por Lobo Plateado. Al final, estos dos encuentran un montículo de rocas cerca de una montaña y deciden descubrir que hay dentro. |
| 39                 | El Agente (Parte 3)                | Rattrap logra infiltrarse en la nave de Devastador y lo hace estrellar destruyendo al agente. Mientras tanto, Lobo Plateado y Araña Negra descubren la ubicación del Arca. Pero Megatron llega en ese momento para apoderarse de la nave y tratar de cambiar el curso de la historia. |

3.ª Temporada (1998-1999)
| Número de Episodio | Título                                | Resumen |
| ------------------ | ------------------------------------- | --- |
| 40                 | Situación óptima                      | Optimus funde su chispa con la de Optimus Prime para protegerlo contra Megatron. Él gana una nueva forma magnífica en el proceso. Viendo que las cosas marchan mal, Megatron procede a dar la orden de arrojar la nave Axalon en las profundidades del río. Debido a ello, los Maximals deciden defender el Arca y establecer allí su nueva base. Araña Negra establece una alianza con los Maximals. |
| 41                 | Metal profundo                        | Manta Raya, un mercenario Maximal llega a la Tierra en busca de Rampante quien destruyó a muchos de sus compañeros y cobrar venganza. Optimus le pide que se una al grupo, pero como este tuvo algo que ver con aquel incidente, Manta Raya le guarda rencor y no acepta esa propuesta. |
| 42                 | Cambio de guardia                     | En busca de proteger el arca, Rattrap es enviado a recuperar a Centinela junto con Lobo Plateado, pero son atacados por los Predacons. Ambos bandos se disputan el chip, que finalmente cae en manos enemigas debido a un choque con Manta Raya cuando este intentaba ayudarles. |
| 43                 | La nueva tecnología                   | Varios Cyber-Raptors Transmetalicos creados por Megatron amenazan a unos niños Protohumanos. Los Maximals se ven obligados a proteger y llevar a las criaturas hacia sus respectivas tribus. |
| 44                 | La llamada de la naturaleza (Parte 1) | Con ayuda de un artefacto y la mitad de la chispa de Rampante, Megatron logra crear un Dinobot Transmetalico. Chita interviene y consigue el aparato alienígena, pero recibe los efectos de esta y desaparece. Manta Raya quien se encontraba por ahí, se apodera del artefacto y lo deja en el Arca. Luego es capturado por Megatron, obligándolo a devolver el artefacto. Pero una bestia extraña aparece para atacar a los Predacons. |
| 45                 | La llamada de la naturaleza (Parte 2) | Chita llega muy dañado a la base. En su habitación, empieza a tener pesadillas y cuando despierta cambia su apariencia por la de un leopardo salvaje y enfurecido. Cuando todos despiertan Optimus solicita la presencia de Manta Raya para que este le cuente lo que en realidad paso con Chita. Con la información recibida Optimus sale en su búsqueda para protegerlo de los Predacons y controlar su nueva transformación Transmetalica. |
| 46                 | La prueba                             | Pensando que los Maximals quieren reprogramarla como uno de los suyos a la fuerza, Araña Negra escapa de la base y se interna en zona boscosa. Pero Dinobot la descubre y la persigue. Ambos pelean en medio del bosque pero Lobo Plateado llega para ayudarla. Optimus los encuentra a ambos y aclara el malentendido a Araña Negra. |
| 47                 | Sigue la corriente                    | Megatron secuestra a una niña Protohumana para usarla como mano de obra para trabajar en un rayo disruptivo, así que Rattrap será el encargado de salvarla junto con Manta Raya. |
| 48                 | Cambiando de bando                    | Araña Negra intenta convertirse en Transmetalica. Los Maximals deciden ayudarla con ese proceso pero para ello Rhinox deberá enfrentarse a los sistemas de bloqueo de la programación de la Predacon. Además, Tarantulas y los demás Predacons intentaran que la operación se estropee consiguiendo el objetivo. Lobo Plateado quiere vengar la "supuesta muerte" de Araña Negra enfrentándose a Tarantulas, pero esta aparecerá sorpresivamente en modo Transmetal. |
| 49                 | La Furia del dragón                   | Durante una misión en la base Maximal, Optimus es infectado con un Cyberinsecto Predacon que controla su chispa. Tarantulas y Cobra forman una alianza para destruir al arca y a Megatron. Una vez que Megatron absorbe la chispa del Megatron Original, el engaño de Tarantulas es revelado. Entonces Megatron es lanzado a la lava del volcán por Optimus bajo el control de Cobra, pero de la lava surge Megatron con un nuevo cuerpo y forma bestial de Dragón. |
| 50                 | Otras victorias                       | Cobra es enjuiciado por su traición hacia Megatron, pero todo se interrumpe cuando los Vok envían a Tigerhawk, una fusión de Tigatron y de Airazor, para destruir a Megatron y detener la distorsión espacio-tiempo. Aunque logra destruir la base Predacon, es detenido por los Maximals, ya que Megatron todavía tiene la chispa del Megatron Original combinada con la suya. Después Tarantulas captura a Tigerhawk y procede a destruir su control de los Vok. El experimento fue fatal y Tarantulas fue destruido, junto con los Vok. Las chispas de Tigatron y de Airazor se fusionan con el cuerpo de Tigerhawk, dando así, su regreso con sus compañeros Maximals. |
| 51                 | Némesis (Parte 1)                     | Megatron descubre que Tarantulas había estado reparando el Némesis, el buque de guerra más poderoso de los Decepticons, y deciden utilizarlo en un ataque final y mortal contra los Maximals. Mientras tanto, Waspinator se revela y decide abandonar a los Predacons mientras él está en busca de una nueva base con Infierno y Cobra. Al mismo tiempo, en las profundidades cerca del Némesis, Manta Raya y Rampante tienen su batalla final, al destruirse mutuamente. |
| 52                 | Némesis (Parte 2)                     | El Némesis ha demostrado ser de gran alcance y peligroso bajo el mando de Megatron, ahora enloquecido, matando a Tigerhawk, Infierno y Cobra todo en su cólera. Optimus lucha contra Megatron solo, mientras que los otros Maximals le ayudan, con la ayuda de Dinobot. En el extremo, los Maximals hallan una nave de escape dentro del Arca, la cual usan para destruir el Némesis y regresar a Cybertron, con Megatron arrestado. Waspinator se queda en la tierra siendo adorado por los humanos primitivos. |

## Curiosidades
- El disco dorado que tiene Megatron es, en realidad, uno de los discos dorados que transportaban las sondas Voyager 1 y 2, descendientes de la Tierra. Puede verse claramente que los dibujos coinciden con los discos de estas dos sondas.
- En la traducción a español americano se refieren al planeta natal de los transformer como "Ciberon" y posteriormente como "Cybertron".
- En el episodio "Transmutante" en la versión para Latinoamérica Rattrap mencionó que Arcee es su bisabuela.
- En el episodio "El código del héroe" cuando los restos de Dinobot son incinerados, Rattrap tiene su forma normal en vez de su forma transmetálica (fallo de renderizado).
- En el mismo episodio se pueden ver por primera vez a los protohumanos. Su forma es más de homínidos y no poseen ningún tipo de tecnología. Pero el protohumano que fue salvado por Dinobot toma el hacha primitiva que este uso en su última batalla y la utiliza como arma para defenderse de sus enemigos, adquiriendo así cierta habilidad y conforme la serie avanza los protohumanos desarrollan más tecnología y posteriormente cierta inteligencia.
- En la traducción a español americano se refieren a Starscream como "Destello" y como "Grito de estrella".
- En el episodio "Némesis [Parte 1]", cuando Waspinator renuncia a seguir las órdenes de Megatron, es la única ocasión en la que se refiere a sí mismo en primera persona. Una sola vez en su discurso de renuncia.
- Megatron utiliza la chispa de su antecesor Megatron (líder de los Decepticons) al igual que hizo Optimus Primal con la de Optimus Prime (líder de los Autobots) para ser más fuerte, pero nunca devuelve la chispa a su antecesor, aunque existe un fragmento de una escena borrada del último capítulo en el que, después de ser capturado Megatron, se ve cómo Optimus devuelve la chispa al antiguo Megatron.
- En un episodio jamás realizado Rattrap decide encontrar la forma de recuperar a su antiguo compañero Dinobot ahora reformado como Predacon T2. Dicho episodio nunca se hizo por considerarse demasiado oscuro para el público joven al que estaba destinada la serie.
- Para Latinoamérica muchos de los nombres fueron adaptados al español o cambiados al nombre de bestia. Ejemplo: Rattrap -> Ratatrampa, Cheetor -> Chita, Quickstrike -> Cobra. Sin embargo, en la secuela Beast Machines se dejaron los nombres originales en inglés. Los únicos personajes que tuvieron el mismo nombre en español en ambas series fueron Silverbolt -> Lobo Plateado (que, irónicamente, en Beast Machines cambia a forma de cóndor), Optimus Primal -> Optimus Primitivo y Waspinator -> Avispaneitor.
- El enorme misil de la nave de Devastador dice "Idiotas" ("Suckers") en Cibertroniano.
- Tarántulas es incinerado vivo dos veces en la serie.
- Si Megatron hubiera tenido éxito acabando con Optimus Prime únicamente hubiesen sobrevivido Waspinator, Scorponok, Terrorsaur, Dinobot y Tarántulas, ya que el resto de los Predacons fueron creados a partir de protoformas Maximals.
- Devastador se transforma en un casete aunque en su forma robot tiene rasgos que se asemejan a los de una pantera negra.
- En Latinoamérica, Optimus Primal es llamado Optimus Primitivo en la serie. Sin embargo, en la tercera temporada, cuando mantiene la chispa de Optimus Prime y es reformado, es llamado Optimal Optimus (Optimus Óptimo). Después de devolver la chispa de Prime es llamado nuevamente Optimus Primal y, en un episodio, Megatron lo llama Optimus Optimus.
- Hay un error en el traducción del nombre Ravage en Latinoamérica, originalmente era Destructor, mientras que en Beast Wars es Devastador.
- En la traducción a español americano del episodio "Victoria", cuando Dinobot pasa sobre la zanja en la que están escondidos los Predacons y los descubre, Megatron alerta a sus secuaces y les ordena "maximizar", lo cual es completamente erróneo porque los Predacons utilizan el comando "Aterrorizar" para sus transformaciones.
- En el episodio "Otras victorias", Tigerhawk se presenta la primera vez ante Megatron como Tigraton, y luego se denomina a sí mismo como Tigerhawk.
- En la traducción a español americano del episodio "La llegada de los Fuzors", cuando Dinobot y Rattrap llegan a donde se encuentra Cheetor que ha capturado a Silverbolt, Rattrap dice "hubiéramos llegado antes si Silverbolt no fuera tan torpe", cuando en realidad debió referirse a Dinobot.
- En el episodio "Posesión" se ve que Starscream es eliminado por Unicron cuando en realidad fue Galvatron el que lo eliminó. Esto es así porque la historia que contaba sobre su origen era un engaño.
- En un episodio, Scorponok dispara un misil con el logo de los Maximals.
- Se ha sugerido que Dinobot podría ser la contraparte de Jetfire, un aparente descendiente, pero solo es una especulación.
- Originalmente se tenía pensado convertir en transmetal a Terrorsaur. Pero Waspinator tuvo un mayor apoyo de los fanes y sobrevivió en su lugar.
- Los únicos maximales femeninos fueron airazor y blackarachnia.
- La base predacon parece la cabeza de terrorsaur en su modo bestia.
- Waspinator fue el único predacon que conservó su modo bestia original en toda la serie.
- Airazor no es un águila si no un halcón peregrino pero el nombre fue usado para su nombre bestia y código maximal en su transformación.
- La insignia maximal lleva rasgos característicos a los de un tigre dientes de sable y el de los predacones posiblemente la cara de Waspinator o una avispa.
- Cuando la nave maximal lanzó las vainas de protoforma maximales algunas se usaron para crear maximales y el bando predacon para reprogramarlas en predacon y el resto de las otras vainas en órbita nunca se supo que paso con ellas.
- Algunos maximales y predacones que no tuvieron forma transmetal solamente se pueden ver sus formas transmetal en los juguetes Hasbro.
- En el episodio Victoria se hace una mención a la famosa frase de Superman.
- Depth Charge y Tigerhawk son los únicos personajes que no fueron doblados en España.

## Reparto

### Inglés
- Gary Chalk: Optimus Primal
- Scott McNeil: Dinobot, Rattrap, Silverbolt, Waspinator
- Ian Corlett: Cheetor
- David Kaye: Megatron
- Don Brown: Scorponok
- Richard Newman: Rhinox, Vok
- Pauline Newstone: Airazor
- Venus Terzo: Blackarachnia
- Alec Willows: Tarántulas
- Doug Parker: Terrorsaur, Starscream
- Jim Byrnes: Inferno
- Blu Mankuma: Tigatron, Tigerhawk, Vok
- David Sobolov: Depth Charge
- Colin Murdock: Quickstrike
- Campbell Lane: Rampage
- Susan Blu: Transmutante

Directora de voz: Susan Blu

### Español (Latinoamérica)
- Optimus Primal (Primitivo): Mario Sauret.
- Dinobot, Dinobot 2 (un episodio): Federico Romano.
- Rhinox: Miguel Ángel Ghigliazza.
- Ratrap (Ratatrampa): Martin Soto.
- Cheetor (Cheetha): Alejandro Illescas.
- Tigertron (Tigreton), Tigerhawk (Tigre-halcón) y Ramhorn: Álvaro Tarcicio.
- Airazor (Águila): Rebeca Manríquez.
- Dept Charge (Mantaraya) y Ramhorn: Eduardo Borja.
- Megatron: Alejandro Villeli.
- Waspinator (Avispaneitor): Roberto Molina (primera temporada) Carlos Iñigo (temporada 2 y 3) Gabriel Gama (últimos capítulos).
- Inferno (Infierno): Cesar Arias, Ricardo Mendoza (últimos capítulos).
- Tarántulas (Tarantula): Humberto Vélez.
- Blackarachnia (Araña negra): Olga Hnidey.
- Terrorsaurio: Mario Raúl López (primera voz) Herman López (segunda voz).
- Scorponok (Escorpikon): Bardo Miranda.
- Cobra: Jorge Ornelas.
- Rampage (Rampante): Roberto Espriu.
- Dinobot T2: Alfonso Ramírez.
- Starscream (Destello): Alfonso Obregón.
- Devastador (Ravage): Federico Romano.
- Una (Protohumana): Mónica Estrada.
- Chack (Protohumano): Rossy Aguirre.

Narración: Jorge Santos, Humberto Vélez, Gonzalo Curiel (últimos episodios)
Dirección: Humberto Vélez

### Español (España)
- Optimus Primal: Juan Luis Rovira.
- Dinobot: Héctor Cantolla.
- Rhinox: Vicente Gisbert.
- Ratrap: Jesús Rodríguez.
- Cheetor: Eduardo Jover.
- Tigatron: Luis Marín.
- Airazor: Olga Cano.
- Megatron: Claudio Rodríguez.
- Waspinator, Starscream y Megatron (G1): José Padilla.
- Inferno: Daniel Dicenta (1.ª temporada), Juan Perucho (2.ª temporada).
- Tarántulas: Ángel Egido.
- Blackarachnia: Marisa Marco.
- Silverbolt: Juan Antonio Gálvez.
- Terrorsaur: Luis Gaspar.
- Scorponok: Enrique Cazorla.
- Quickstrike: Miguel Zúñiga.
- Rampage/Protoforma X: Julio Núñez.
- Ravage: Luis Mas.
- Centinela y Sea Clamp: Juan Antonio Castro.
- Cicadacon: Javier Franquelo.
- Ram Horn: Miguel Ángel Godó.

Los personajes no mencionados no fueron doblados.
Narración: Héctor Cantolla, Juan Luis Rovira.
Dirección: Juan Luis Rovira.